# Мадонна Альдобрандини

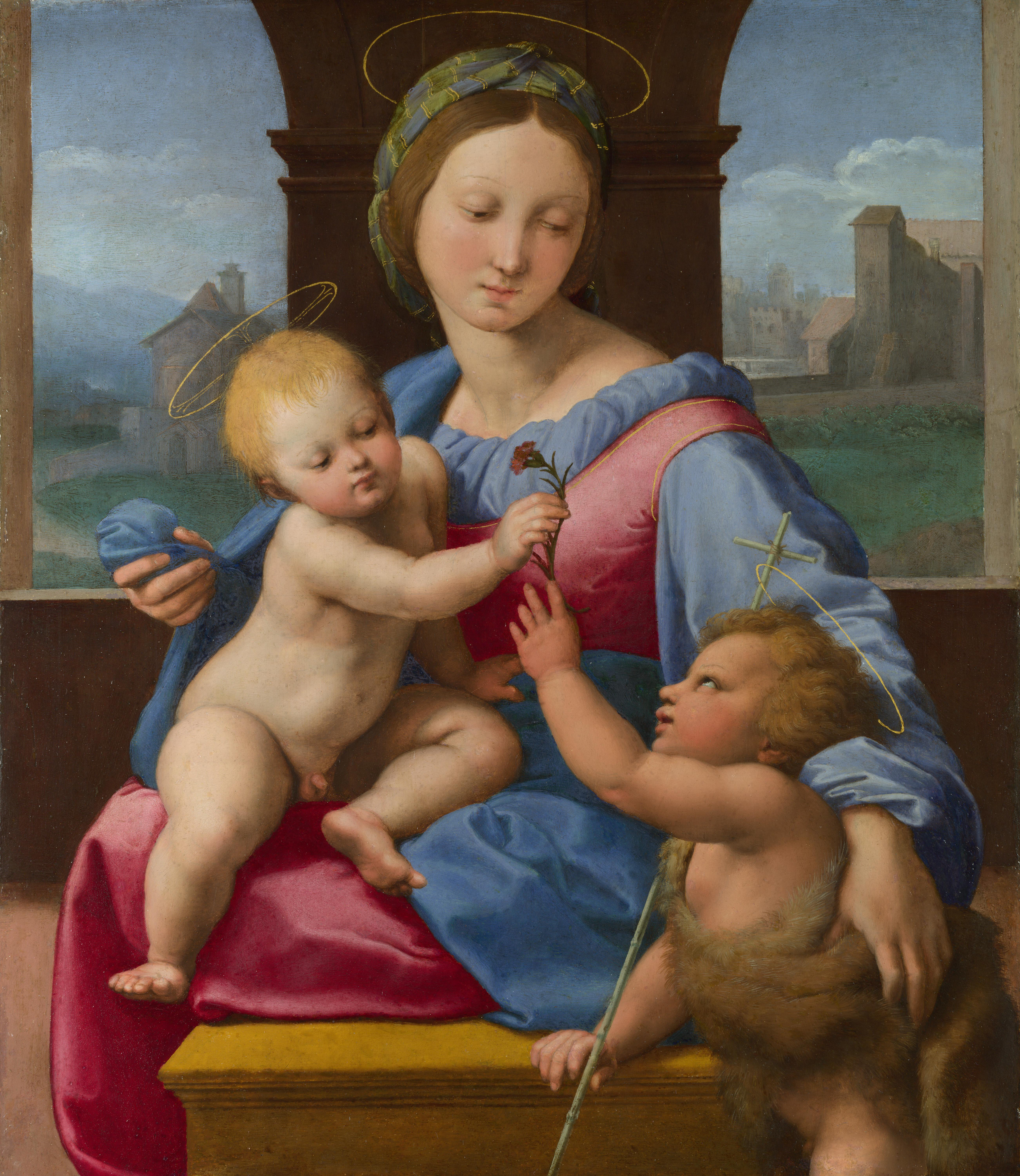
Мадонна Альдобрандини. 1510. Дерево, масло. Национальная галерея, Лондон

Мадонна Альдобрандини, также Мадонна лорда Гарвага (итал. La Madonna Aldobrandini, La Madonna Garvagh), официальное название: Мадонна с младенцами Христом и Иоанном Крестителем — картина, написанная маслом по дереву (38 x 33 см) выдающимся художником Высокого Возрождения, или «римского классицизма», Рафаэлем Санти, одна из его прославленных «Мадонн». Написана в 1510 году, перед самым отъездом Рафаэля из Флоренции в Рим либо сразу после него. Судя по расположению набросков в рабочей тетради художника, создана в одно время с «Мадонной Макинтоша». Экспонируется в Лондонской Национальной галерее.

## История
В XVI веке картина принадлежала знатной семье Альдобрандини, владевшей в то время виллой Боргезе в Риме. Рафаэль написал несколько «Мадонн», которые перешли в эту семью; настоящая «Мадонна с младенцами Христом и Иоанном Крестителем», возможно, была в коллекции Лукреции д’Эсте (1535—1598) из Феррары (документирована в 1592 году), откуда и перешла в семью Альдобрандини.
Во время Наполеоновских войн картина была приобретена в Риме английским художником-миниатюристом Александром Дэем. В 1824 году он продал картину лорду Гарвагу (Garvagh) из рода Каннингов, двоюродному брату Джорджа и Чарльза Каннингов. В 1865 году «Мадонну лорда Гарвага» у его вдовы выкупила Национальная галерея в Лондоне за 9000 фунтов стерлингов.

## Композиция и символика картины
«Мадонна Альдобрандини» представляет собой классический пример «рафаэлевской» пирамидальной композиции. Одеяния Девы Марии выдержаны в традиционных символических цветах — красная туника и голубая накидка (мафорий). Приём двух симметрично расположенных окон на тёмном фоне, за которыми виден пейзаж, выдаёт влияние композиционных приёмов Леонардо да Винчи, известных, в частности, по картине «Мадонна Литта». По мнению выдающегося представителя знато́ческой методики атрибуции произведений изобразительного искусства Джованни Баттиста Кавальказеле, башня и ферма за окном — это пейзаж, более свойственный Лацио, чем Тоскане, что указывает на написание картины после переезда художника в Рим.
Мадонна изображена сидящей и держащей на коленях младенца Христа. Левой рукой Oна обнимает юного Иоанна Крестителя. Взгляды всех троих устремлены на цветок гвоздики, который Иоанн передаёт Младенцу. По иконографической традиции гвоздика символизирует пролитую на кресте кровь, а также тайную связь матери с Младенцем и Христа с его церковью.